# 660 г. пр.н.е.

## Събития

### В Европа
- В Гърция се провеждат 30-тe Олимпийски игри:
  - Населението на Писа изоставя Елида и организира тези и следващите двадесет и две олимпиади.[1]
  - Победител в дисциплината бягане на разстояние един стадий става Хионид от Лакония. Това втората му победа след 664 г. пр.н.е.;[1]
- Приблизително в тази година се провежда първата известна битка между гръцки морски сили, когато кораби на Коринт влизат в сражение с кораби на коринтската колония Коркира.[2]

### В Западна Азия

#### В Асирия
- Цар на Асирия е Ашурбанипал (669/8 – 627 г. пр.н.е.).[3]
- Шамаш-шум-укин (668 – 648 г. пр.н.е.) е цар на Вавилон и управлява като подчинен на своя брат Ашурбанипал.[4]
- Около тази година асирийският цар извършва нападение над манеите на североизток от Асирия като навлиза дълбоко в територията им връща някои земи под асирийски контрол. Тази атака предизвиква революция, при която владетелят Ахшери е убит и е заменен от сина му Уали.[5]

#### В Елам
- Цар на Елам е Темпти-Хума-ин-Шушинак (Теуман) (664 – 653 г. пр.н.е.).[6]

### В Северна Африка
- Псаметих (664 – 610 г. пр.н.е.) управлява Саис като васал на Асирия.[6] Приблизително в тази година той установява контрол над цялата делта на река Нил.[7]
- Асирийският контрол над Египет отслабва.[8]
- Около тази година Псаметих получава като военна помощ наемни отряди от карийски и йонийски войници и моряци изпратени от лидийския цар Гигес.[9]
- Танутамун е цар на Куш (664 – 653 г. пр.н.е.) и номинален фараон на Горен Египет (664 – 656 г. пр.н.е.).[10][11]